# デニス・ヘンテナール
デニス・ヘンテナール（Dennis Gentenaar, 1975年9月30日 - ）は、オランダ・ナイメーヘン出身の元サッカー選手。現役時代のポジションはゴールキーパー。

## 経歴
アマチュアクラブのZOWから、地元のプロクラブであるNECナイメヘンへ加入。1995年11月26日の対PSVアイントホーフェン戦でプロ初出場を果たすが0-5で敗れてしまい、ほろ苦いデビューとなった。プロ1年目のシーズンはこの試合を含む2試合に留まり、次の出場は1998-99シーズンまで待たなければならなかった。2000-01シーズンからは正GKとしてNECナイメヘンのゴールマウスを守り続け、5年間で175試合中170試合に出場した。
その安定感が評判となり、ドイツ・ブンデスリーガの強豪ボルシア・ドルトムントに移籍する。
2006-07シーズン、アヤックス・アムステルダムの正GKマールテン・ステケレンブルフの控えとして、エールディヴィジに復帰する。復帰したその年にKNVBカップで優勝し、初めてのトロフィーを手に入れる。
2009年6月8日、VVVフェンローと2年契約を交わした。以降3シーズンに渡りVVVの守護神として活躍し、チームの一部残留に貢献した。2012年7月23日、アルメレ・シティFCと2年契約を交わした。
2013年5月26日、古巣であるNECに1年契約で復帰することが発表された。2013-14シーズンを以て現役を引退した。

## タイトル
アヤックス
- KNVBカップ : 2006-07